# Роздольє (Караідельський район)
Роздо́льє (рос. Раздолье, башк. Раздолье) — село (у минулому присілок) у складі Караідельського району Башкортостану, Росія. Входить до складу Ургушівської сільської ради.
Населення — 237 осіб (2010; 246 у 2002).
Національний склад:
- росіяни — 87 %